# Homorthodes furfurata
Homorthodes furfurata är en fjärilsart som beskrevs av Smith. Homorthodes furfurata ingår i släktet Homorthodes och familjen nattflyn. Inga underarter finns listade i Catalogue of Life.